# Micronecta clavata
Micronecta clavata (лат.) — вид мелких водяных клопов рода Micronecta из семейства Гребляки (Corixidae, Micronectinae, или Micronectidae). Юго-Восточная Азия: Вьетнам (Cao Bang, Phu Tho).

## Описание
Мелкие водяные клопы, длина от 1,4 до 1,7 мм. Переднеспинка длиннее медианной длины головы. Цвет дорзума переменный. Гемелитрон со светло-коричневыми пятнами неправильной формы, иногда нечеткими. 
С двумя цветовыми формами, особенно с цветным рисунком гемелитры. Форма более тёмная, с отчетливыми тёмными отметинами на спине: лоб и темя бледно-желтоватые, глаза темно-красновато-коричневые. Переднеспинка светло-коричневая; ноги коричневато-жёлтые. Более светлая форма с дорзумом, как правило, светло-желтовато-коричневым: лоб и темя светлые, глаза темно-красновато-коричневые. Переднеспинка бледно-желтовато-коричневая. Гемелитрон гиалиновый, светло-желтоватый; ноги бледно-жёлтые. Вид был впервые описан в 2021 году вьетнамскими энтомологами Tuyet Ngan Ha и Anh Duc Tran (Faculty of Biology, VNU University of Science, Vietnam National University, Ханой, Вьетнам) по материалам из Вьетнама.